# 克拉格斯曼峰
克拉格斯曼峰（英語：Cragsman Peaks），是南極洲的山峰，位於南奧克尼群島的科羅內申島南岸，從維克角延伸至科德布洛山口，由英國南極名稱諮詢委員命名，現時由南極條約體系管理。